# Olovjannajai járás
A Olovjannajai járás (oroszul Оловяннинский район) járás Oroszország Bajkálontúli határterületén. Székhelye Olovjannaja.
A járást 1926-ban hozták létre. 

## Népessége
- 2002-ben 49 426 lakosa volt.
- 2010-ben 43 494 lakosa volt.